# Landrethun-lès-Ardres
Landrethun-lès-Ardres település Franciaországban, Pas-de-Calais megyében. Lakosainak száma 792 fő (2022. január 1.). Landrethun-lès-Ardres Brêmes, Clerques, Licques, Louches és Rodelinghem községekkel határos.

## Népesség
A település népességének változása:
| Lakosok száma | 730  | 740  | 767  | 753  | 760  | 769  | 775  | 797  | 792  |
|               | 2013 | 2015 | 2016 | 2017 | 2018 | 2019 | 2020 | 2021 | 2022 |